# Заколдованная долина
«Заколдованная долина» — геологический заказник государственного значения, расположенный на территории Хустского района Закарпатской области, на север от села Ильница.
Расположен на южных склонах хребта Большой Дол (часть Вулканического хребта), неподалеку от вершины Бужора.
Площадь заказника 150 га. Создан в 1978 году.
Охраняется живописное ущелье в верховьях Смерекового потока (Ялового потока) с оригинальными каменными образованиями. Скалы из вторичных кварцитов высотой от 20 до 100 м в результате выветривания приобрели различные фантастические формы, напоминающие развалины замков (Городище Великана), дерева (Еловый Камень), животных (Верблюд — Великан, Соколы). Есть здесь окаменелый водопад — поток застывшей лавы. На правом берегу потока есть пещера с источником минеральной воды.
Растительный покров образован разновозрастным буковым лесом с примесью ели европейской. Также здесь богатый животный мир.
Ближайшие населенные пункты: Подгорное, Ильница.